# Manuela Schwesig
Manuela Schwesig (ur. 23 maja 1974 we Frankfurcie nad Odrą) – niemiecka polityk i samorządowiec, działaczka Socjaldemokratycznej Partii Niemiec (SPD), minister do spraw rodziny, osób starszych, kobiet i młodzieży (2013–2017), premier Meklemburgii-Pomorza Przedniego (od 2017), przewodnicząca Bundesratu (2023–2024).

## Życiorys
Z wykształcenia finansistka, w 1995 ukończyła Fachhochschule für Finanzen Brandenburg w Königs Wusterhausen. Pracowała jako urzędniczka w administracji finansowej we Frankfurcie nad Odrą (1992–2000) i w Schwerinie (2000–2002), następnie w ministerstwie finansów Meklemburgii-Pomorza Przedniego.
W 2003 wstąpiła do Socjaldemokratycznej Partii Niemiec. Była radną miejską w Schwerinie, wiceprzewodniczącą i przewodniczącą frakcji radnych socjaldemokratów. W latach 2008–2011 w regionalnym rządzie sprawowała urząd ministra do spraw społecznych i zdrowia, następnie w rządzie Meklemburgii-Pomorza Przedniego do 2013 była ministrem pracy, równouprawnienia i spraw społecznych. Od 2011 do 2014 jednocześnie wchodziła w skład landtagu. Od 2009 była wiceprzewodniczącą federalnych struktur SPD.
W grudniu 2013 objęła stanowisko ministra do spraw rodziny, osób starszych, kobiet i młodzieży w trzecim rządzie Angeli Merkel. Zakończyła urzędowanie w czerwcu 2017 w związku z planami powołania jej na premiera Meklemburgii-Pomorza Przedniego. Na funkcję tę została wybrana 4 lipca 2017.
W czerwcu 2019 została jednym z trzech tymczasowych przewodniczących SPD, gdy z kierowania partią zrezygnowała Andrea Nahles. Ustąpiła z tej funkcji we wrześniu, motywując to zdiagnozowaniem u niej raka piersi. W 2021 kierowani przez nią socjaldemokraci zwyciężyli w wyborach krajowych. Manuela Schwesig ponownie uzyskała wówczas mandat posłanki do landtagu. Zawarła następnie koalicję rządową z Die Linke, pozostając na stanowisku premiera landu.
W 2023 została przewodniczącą Bundesratu na okres jednorocznej kadencji.
Uznawana za polityka o poglądach prorosyjskich. W 2021 wsparła powstanie powiązanej z Gazpromem fundacji Stiftung Klima- und Umweltschutz MV. W trakcie inwazji Rosji na Ukrainę w 2022 politycy CDU określili ją jako lobbystkę Władimira Putina.

## Życie prywatne
Jest mężatką, ma dwoje dzieci – syna Juliana i córkę Julię, którą urodziła w okresie pełnienia funkcji ministra w 2016. Należy do Ewangelicko-Luterańskiego Kościoła Północnych Niemiec.